# Észtország az 1996. évi nyári olimpiai játékokon
Észtország az egyesült államokbeli Atlantában megrendezett 1996. évi nyári olimpiai játékok egyik részt vevő nemzete volt. Az országot az olimpián 13 sportágban 43 sportoló képviselte, akik érmet nem szereztek.

## Atlétika
Férfi
| Versenyző      | Versenyszám | Eredmény | Helyezés |
| -------------- | ----------- | -------- | -------- |
| Pavel Loskutov | Maraton     | 2:23:14  | 58.      |

| Versenyző          | Versenyszám   | Selejtező                | Selejtező                | Döntő    | Döntő    |
| Versenyző          | Versenyszám   | Eredmény                 | Helyezés                 | Eredmény | Helyezés |
| ------------------ | ------------- | ------------------------ | ------------------------ | -------- | -------- |
| Marko Turban       | Magasugrás    | 224 cm                   | 22.                      | kiesett  | kiesett  |
| Valeri Bukrejev    | Rúdugrás      | érvényes kísérlet nélkül | érvényes kísérlet nélkül | kiesett  | kiesett  |
| Aleksander Tammert | Diszkoszvetés | 59,04 m                  | 25.                      | kiesett  | kiesett  |
| Jüri Tamm          | Kalapácsvetés | 73,16 m                  | 26.                      | kiesett  | kiesett  |
| Donald-Aik Sild    | Gerelyhajítás | 72,54 m                  | 30.                      | kiesett  | kiesett  |

| Versenyző      | Versenyszám | 100 m | 100 m | Távolugrás               | Távolugrás               | Súlylökés  | Súlylökés  | Magasugrás | Magasugrás | 400 m      | 400 m      | 110 m gát  | 110 m gát  | Diszkoszvetés | Diszkoszvetés | Rúdugrás   | Rúdugrás   | Gerelyhajítás | Gerelyhajítás | 1500 m     | 1500 m     | Végeredmény   | Végeredmény   |
| Versenyző      | Versenyszám | Idő   | Pont  | Eredmény                 | Pont                     | Eredmény   | Pont       | Eredmény   | Pont       | Idő        | Pont       | Idő        | Pont       | Eredmény      | Pont          | Eredmény   | Pont       | Eredmény      | Pont          | Idő        | Pont       | Pont          | Helyezés      |
| -------------- | ----------- | ----- | ----- | ------------------------ | ------------------------ | ---------- | ---------- | ---------- | ---------- | ---------- | ---------- | ---------- | ---------- | ------------- | ------------- | ---------- | ---------- | ------------- | ------------- | ---------- | ---------- | ------------- | ------------- |
| Erki Nool      | Tízpróba    | 10,65 | 940   | 788 cm                   | 1.030                    | 14,01 m    | 729        | 201 cm     | 813        | 47,26      | 945        | 15,03      | 846        | 42,98 m       | 725           | 540 cm     | 1.035      | 65,48 m       | 821           | 4:43,36    | 659        | 8543          | 6.            |
| Indrek Kaseorg | Tízpróba    | 11,40 | 774   | 726 cm                   | 876                      | 13,11 m    | 674        | 207 cm     | 868        | 49,03      | 860        | 14,53      | 907        | 39,46 m       | 654           | nem indult | nem indult | nem indult    | nem indult    | nem indult | nem indult | nem ért célba | nem ért célba |
| Andrei Nazarov | Tízpróba    | 11,04 | 852   | érvényes kísérlet nélkül | érvényes kísérlet nélkül | nem indult | nem indult | nem indult | nem indult | nem indult | nem indult | nem indult | nem indult | nem indult    | nem indult    | nem indult | nem indult | nem indult    | nem indult    | nem indult | nem indult | nem ért célba | nem ért célba |

Női
| Versenyző    | Versenyszám | Eredmény      | Helyezés      |
| ------------ | ----------- | ------------- | ------------- |
| Jane Salumäe | Maraton     | nem ért célba | nem ért célba |

| Versenyző    | Versenyszám   | Selejtező | Selejtező | Döntő    | Döntő    |
| Versenyző    | Versenyszám   | Eredmény  | Helyezés  | Eredmény | Helyezés |
| ------------ | ------------- | --------- | --------- | -------- | -------- |
| Virge Naeris | Távolugrás    | 626 cm    | 26.       | kiesett  | kiesett  |
| Virge Naeris | Hármasugrás   | 14,00 m   | 14.       | kiesett  | kiesett  |
| Eha Rünne    | Diszkoszvetés | 58,24 m   | 25.*      | kiesett  | kiesett  |

* - egy másik versenyzővel azonos eredményt ért el

## Birkózás
Kötöttfogású
| Versenyző      | Versenyszám | 32-es főtábla           | Nyolcaddöntő      | Negyeddöntő       | Elődöntő          | Vigaszág 2. kör                   | Vigaszág 3. kör             | Vigaszág 4. kör            | Vigaszág 5. kör                   | Vigaszág 6. kör   | Bronz- mérkőzés                         | Döntő             | Helyezés |
| Versenyző      | Versenyszám | Ellenfél Eredmény       | Ellenfél Eredmény | Ellenfél Eredmény | Ellenfél Eredmény | Ellenfél Eredmény                 | Ellenfél Eredmény           | Ellenfél Eredmény          | Ellenfél Eredmény                 | Ellenfél Eredmény | Ellenfél Eredmény                       | Ellenfél Eredmény | Helyezés |
| -------------- | ----------- | ----------------------- | ----------------- | ----------------- | ----------------- | --------------------------------- | --------------------------- | -------------------------- | --------------------------------- | ----------------- | --------------------------------------- | ----------------- | -------- |
| Valeri Nikitin | 68 kg       | Ender Memet (ROU) · 0–3 |                   |                   |                   | T'ariel Melelashvili (GEO) · 6–0  | Repka Attila (HUN) · 2–0    | Mijake Jaszusi (JPN) · 6–0 | Alekszandr Tretyjakov (RUS) · 0–4 |                   | A 7. helyért · Liubal Colás (CUB) · 1–6 |                   | 8.       |
| Helger Hallik  | 130 kg      | Yogi Johl (CAN) · 0–0   |                   |                   |                   | Panajótisz Pikilídisz (GRE) · 0–3 | Serghei Mureico (MDA) · 0–4 | kiesett                    | kiesett                           | kiesett           | kiesett                                 |                   | 15.      |

Szabadfogású
| Versenyző  | Versenyszám | 32-es főtábla               | Nyolcaddöntő                          | Negyeddöntő       | Elődöntő          | Vigaszág 2. kör          | Vigaszág 3. kör                 | Vigaszág 4. kör             | Vigaszág 5. kör             | Vigaszág 6. kör   | Bronz- mérkőzés                            | Döntő             | Helyezés |
| Versenyző  | Versenyszám | Ellenfél Eredmény           | Ellenfél Eredmény                     | Ellenfél Eredmény | Ellenfél Eredmény | Ellenfél Eredmény        | Ellenfél Eredmény               | Ellenfél Eredmény           | Ellenfél Eredmény           | Ellenfél Eredmény | Ellenfél Eredmény                          | Ellenfél Eredmény | Helyezés |
| ---------- | ----------- | --------------------------- | ------------------------------------- | ----------------- | ----------------- | ------------------------ | ------------------------------- | --------------------------- | --------------------------- | ----------------- | ------------------------------------------ | ----------------- | -------- |
| Küllo Kõiv | 68 kg       | Félix Diédhiou (SEN) · 12–0 |                                       |                   |                   | Zaza Zazirov (UKR) · 0–5 | Elşad Allahverdiyev (AZE) · 5–1 | Ahmad el-Aoszta (SYR) · 4–1 | Yosvany Sánchez (CUB) · 0–6 |                   | A 7. helyért · Ahmad el-Aoszta (SYR) · 7–2 |                   | 7.       |
| Arvi Aavik | 100 kg      | Daniel Sánchez (PUR) · 8–0  | Konsztantyin Alekszandrov (KGZ) · 0–1 |                   |                   |                          | Wilfredo Morales (CUB) · 1–3    | kiesett                     | kiesett                     | kiesett           | kiesett                                    |                   | 12.      |

## Cselgáncs
Férfi
| Versenyző        | Versenyszám | Selejtező         | 32-es főtábla           | Nyolcaddöntő      | Negyeddöntő       | Elődöntő          | Vigaszág első kör | Vigaszág negyeddöntő | Vigaszág elődöntő | Bronz- mérkőzés   | Döntő             | Helyezés |
| Versenyző        | Versenyszám | Ellenfél Eredmény | Ellenfél Eredmény       | Ellenfél Eredmény | Ellenfél Eredmény | Ellenfél Eredmény | Ellenfél Eredmény | Ellenfél Eredmény    | Ellenfél Eredmény | Ellenfél Eredmény | Ellenfél Eredmény | Helyezés |
| ---------------- | ----------- | ----------------- | ----------------------- | ----------------- | ----------------- | ----------------- | ----------------- | -------------------- | ----------------- | ----------------- | ----------------- | -------- |
| Indrek Pertelson | Nehézsúly   | erőnyerő          | Rafał Kubacki (POL) · V | kiesett           | kiesett           | kiesett           |                   |                      |                   |                   |                   | 21.      |

## Evezés
Férfi
| Versenyző    | Versenyszám  | Előfutam | Előfutam | Vigaszág | Vigaszág | Elődöntő | Elődöntő | Elődöntő | Döntő | Döntő   | Döntő | Helyezés |
| Versenyző    | Versenyszám  | Idő      | Hely.    | Idő      | Hely.    | Típus    | Idő      | Hely.    | Típus | Idő     | Hely. | Helyezés |
| ------------ | ------------ | -------- | -------- | -------- | -------- | -------- | -------- | -------- | ----- | ------- | ----- | -------- |
| Jüri Jaanson | Egypárevezős | 8:10,01  | 5.       | 8:15,25  | 4.       | C/D      | 7:28,89  | 3.       | C     | 8:33,53 | 6.    | 18.      |

## Íjászat
Férfi
| Versenyző   | Versenyszám | Selejtező | Selejtező | 64-es főtábla                         | 32-es főtábla     | Nyolcaddöntő      | Negyeddöntő       | Elődöntő          | Döntő             | Helyezés |
| Versenyző   | Versenyszám | Pont      | Kiemelt   | Ellenfél Eredmény                     | Ellenfél Eredmény | Ellenfél Eredmény | Ellenfél Eredmény | Ellenfél Eredmény | Ellenfél Eredmény | Helyezés |
| ----------- | ----------- | --------- | --------- | ------------------------------------- | ----------------- | ----------------- | ----------------- | ----------------- | ----------------- | -------- |
| Raul Kivilo | Egyéni      | 649       | 36.       | Andrés Anchondo (MEX) (29.) · 157–158 | kiesett           | kiesett           | kiesett           | kiesett           | kiesett           | 42.      |

## Kajak-kenu

### Síkvízi
Férfi
| Versenyző  | Versenyszám        | Előfutam | Előfutam | Előfutam | Vigaszág | Vigaszág | Vigaszág | Elődöntő | Elődöntő | Elődöntő | Döntő   | Döntő    |
| Versenyző  | Versenyszám        | Idő      | Hely.    | Össz.    | Idő      | Hely.    | Össz.    | Idő      | Hely.    | Össz.    | Idő     | Helyezés |
| ---------- | ------------------ | -------- | -------- | -------- | -------- | -------- | -------- | -------- | -------- | -------- | ------- | -------- |
| Hain Helde | Kajak egyes 500 m  | 1:47,316 | 7.       | 20.      | 1:44,340 | 5.       | 10.      | kiesett  | kiesett  | kiesett  | kiesett | kiesett  |
| Hain Helde | Kajak egyes 1000 m | 3:59,136 | 7.       | 17.      | 4:08,375 | 5.       | 8.       | 3:47,237 | 6.       | 13.      | kiesett | kiesett  |

## Kerékpározás

### Hegyi-kerékpározás
| Versenyző        | Versenyszám        | Idő           | Helyezés      |
| ---------------- | ------------------ | ------------- | ------------- |
| Alges Maasikmets | Férfi terepverseny | nem ért célba | nem ért célba |

### Országúti kerékpározás
Férfi
| Versenyző        | Versenyszám   | Idő             | Helyezés      |
| ---------------- | ------------- | --------------- | ------------- |
| Jaan Kirsipuu    | Mezőnyverseny | 4:56:44 (+2:48) | 24.           |
| Lauri Aus        | Mezőnyverseny | 4:56:45 (+2:49) | 36.           |
| Andres Lauk      | Mezőnyverseny | 4:56:46 (+2:50) | 49.           |
| Raido Kodanipork | Mezőnyverseny | 4:56:52 (+2:56) | 96.           |
| Lauri Resik      | Mezőnyverseny | nem ért célba   | nem ért célba |

### Pálya-kerékpározás
Sprintversenyek
| Versenyző     | Versenyszám | Selejtező | Selejtező | 1. forduló                    | Vigaszág                                                  | Vigaszág | Negyeddöntő                              | 5–8. helyért                                                            | 5–8. helyért | Elődöntő             | Döntő                | Helyezés |
| Versenyző     | Versenyszám | Idő       | Hely.     | Ellenfél Győztes idő          | Ellenfelek Győztes idő                                    | Hely.    | Ellenfél Győztes idő                     | Ellenfelek Győztes idő                                                  | Hely.        | Ellenfél Győztes idő | Ellenfél Győztes idő | Helyezés |
| ------------- | ----------- | --------- | --------- | ----------------------------- | --------------------------------------------------------- | -------- | ---------------------------------------- | ----------------------------------------------------------------------- | ------------ | -------------------- | -------------------- | -------- |
| Erika Salumäe | Női egyéni  | 11,566    | 8.        | Ingrid Haringa (NED) · 12,164 | Connie Paraskevin-Young (USA) · Donna Wynd (NZL) · 12,018 | 1.       | Félicia Ballanger (FRA) · 11,831; 12,082 | Okszana Grisina (RUS) · Vang Jen (CHN) · Tanya Dubnicoff (CAN) · 12,416 | 2.           |                      |                      | 6.       |

## Öttusa
| Versenyző      | Lövészet | Lövészet | Lövészet | Úszás   | Úszás | Úszás | Vívás    | Vívás | Vívás  | Lovaglás | Lovaglás | Lovaglás | Lovaglás | Futás     | Futás | Futás | Összesen    | Összesen |
| Versenyző      | Pontszám | Pont     | Hely.    | Idő     | Pont  | Hely. | Eredmény | Pont  | Hely.  | Idő      | Hibapont | Pont     | Hely.    | Idő       | Pont  | Hely. | Összes pont | Helyezés |
| -------------- | -------- | -------- | -------- | ------- | ----- | ----- | -------- | ----- | ------ | -------- | -------- | -------- | -------- | --------- | ----- | ----- | ----------- | -------- |
| Imre Tiidemann | 184      | 1144     | 2.*      | 3:27,86 | 1212  | 23.   | 16–15    | 820   | 14.*** | 1:11,46  | 150      | 950      | 20.      | 12:39,040 | 1288  | 3.    | 5414        | 7.       |

* - egy másik versenyzővel azonos eredményt ért el

*** - három másik versenyzővel azonos eredményt ért el

## Röplabda

### Strandröplabda

#### Férfi
| Versenyző            | 1. forduló                                                             | 2. forduló        | 3. forduló        | 4. forduló        | Reményág                                              | Reményág          | Reményág          | Reményág          | Reményág          | Elődöntő          | Döntő             | Helyezés |
| Versenyző            | 1. forduló                                                             | 2. forduló        | 3. forduló        | 4. forduló        | 1. forduló                                            | 2. forduló        | 3. forduló        | 4. forduló        | 5. forduló        | Elődöntő          | Döntő             | Helyezés |
| Versenyző            | Ellenfél Eredmény                                                      | Ellenfél Eredmény | Ellenfél Eredmény | Ellenfél Eredmény | Ellenfél Eredmény                                     | Ellenfél Eredmény | Ellenfél Eredmény | Ellenfél Eredmény | Ellenfél Eredmény | Ellenfél Eredmény | Ellenfél Eredmény | Helyezés |
| -------------------- | ---------------------------------------------------------------------- | ----------------- | ----------------- | ----------------- | ----------------------------------------------------- | ----------------- | ----------------- | ----------------- | ----------------- | ----------------- | ----------------- | -------- |
| Avo Keel Kaido Kreen | Franciaország (FRA) · Jean-Philippe Jodard · Christian Penigaud · 8–15 |                   |                   |                   | Norvégia (NOR) · Jan Kvalheim · Bjorn Maaseide · 2–15 | kiesett           | kiesett           | kiesett           | kiesett           | kiesett           | kiesett           | 17.      |

## Sportlövészet
Férfi
| Versenyző       | Versenyszám | Selejtező | Selejtező | Döntő   | Döntő    |
| Versenyző       | Versenyszám | Pont      | Helyezés  | Pont    | Helyezés |
| --------------- | ----------- | --------- | --------- | ------- | -------- |
| Heikki Jaansalu | Trap        | 115       | 45.*      | kiesett | kiesett  |
| Andrei Inešin   | Skeet       | 121       | 7.**      | kiesett | kiesett  |

* - három másik versenyzővel azonos eredményt ért el

** - szétlövés után a 7. helyen végzett

## Úszás
Férfi
| Versenyző  | Versenyszám | Előfutam | Előfutam | Előfutam | Döntő   | Döntő   | Döntő   | Helyezés |
| Versenyző  | Versenyszám | Idő      | Hely.    | Össz.    | Típus   | Idő     | Hely.   | Helyezés |
| ---------- | ----------- | -------- | -------- | -------- | ------- | ------- | ------- | -------- |
| Indrek Sei | 50 m gyors  | 23,29    | 3.*      | 26.*     | kiesett | kiesett | kiesett | kiesett  |
| Indrek Sei | 100 m gyors | 51,19    | 2.       | 32.      | kiesett | kiesett | kiesett | kiesett  |

* - egy másik versenyzővel azonos eredményt ért el

## Vitorlázás
Férfi
| Versenyző                   | Versenyszám    | Futam | Futam | Futam | Futam | Futam | Futam | Futam | Futam | Futam | Futam | Futam | Pontszám | Helyezés |
| Versenyző                   | Versenyszám    | 1     | 2     | 3     | 4     | 5     | 6     | 7     | 8     | 9     | 10    | 11    | Pontszám | Helyezés |
| --------------------------- | -------------- | ----- | ----- | ----- | ----- | ----- | ----- | ----- | ----- | ----- | ----- | ----- | -------- | -------- |
| Tõnu Tõniste Toomas Tõniste | 470-es osztály | 7     | 16    | 8     | 3     | 19    | (37)  | (30)  | 3     | 6     | 15    | 18    | 95,0     | 10.      |

Női
| Versenyző    | Versenyszám | Futam | Futam | Futam | Futam | Futam | Futam | Futam | Futam | Futam | Futam | Futam | Pontszám | Helyezés |
| Versenyző    | Versenyszám | 1     | 2     | 3     | 4     | 5     | 6     | 7     | 8     | 9     | 10    | 11    | Pontszám | Helyezés |
| ------------ | ----------- | ----- | ----- | ----- | ----- | ----- | ----- | ----- | ----- | ----- | ----- | ----- | -------- | -------- |
| Krista Kruuv | Europe      | 22    | 25    | (26)  | 23    | 23    | 20    | 23    | (26)  | 17    | 22    | 22    | 197,0    | 24.      |

Nyílt
| Versenyző      | Versenyszám | Futam | Futam | Futam | Futam | Futam | Futam | Futam | Futam | Futam | Futam | Futam | Pontszám | Helyezés |
| Versenyző      | Versenyszám | 1     | 2     | 3     | 4     | 5     | 6     | 7     | 8     | 9     | 10    | 11    | Pontszám | Helyezés |
| -------------- | ----------- | ----- | ----- | ----- | ----- | ----- | ----- | ----- | ----- | ----- | ----- | ----- | -------- | -------- |
| Peter Šaraškin | Laser       | 14    | 27    | 21    | 29    | (30)  | (33)  | 12    | 14    | 18    | 21    | 20    | 176,0    | 24.      |

## Vívás
Férfi
| Versenyző                               | Versenyszám       | Selejtező                    | 32-es főtábla                   | Nyolcaddöntő                | Negyeddöntő                                                                 | Elődöntő                                                                                   | Bronz- mérkőzés                                                                          | Döntő             | Helyezés |
| Versenyző                               | Versenyszám       | Ellenfél Eredmény            | Ellenfél Eredmény               | Ellenfél Eredmény           | Ellenfél Eredmény                                                           | Ellenfél Eredmény                                                                          | Ellenfél Eredmény                                                                        | Ellenfél Eredmény | Helyezés |
| --------------------------------------- | ----------------- | ---------------------------- | ------------------------------- | --------------------------- | --------------------------------------------------------------------------- | ------------------------------------------------------------------------------------------ | ---------------------------------------------------------------------------------------- | ----------------- | -------- |
| Kaido Kaaberma                          | Párbajtőr, egyéni | erőnyerő                     | Zhao Gang (CHN) · 15–6          | Robert Leroux (FRA) · 15–14 | Iván Trevejo (CUB) · 14–15                                                  | kiesett                                                                                    | kiesett                                                                                  | kiesett           | 7.       |
| Andrus Kajak                            | Párbajtőr, egyéni | erőnyerő                     | Kulcsár Krisztián (HUN) · 15–14 | Sandro Cuomo (ITA) · 14–15  | kiesett                                                                     | kiesett                                                                                    | kiesett                                                                                  | kiesett           | 15.      |
| Meelis Loit                             | Párbajtőr, egyéni | César González (ESP) · 14–15 | kiesett                         | kiesett                     | kiesett                                                                     | kiesett                                                                                    | kiesett                                                                                  | kiesett           | 35.      |
| Kaido Kaaberma Andrus Kajak Meelis Loit | Párbajtőr, csapat |                              |                                 | erőnyerő                    | Németország (GER) · Elmar Borrmann · Arnd Schmitt · Marius Strzalka · 39–45 | Az 5–8. helyért · Egyesült Államok (USA) · Tamir Bloom · Jim Carpenter · Mike Marx · 45–44 | Az 5. helyért · Magyarország (HUN) · Imre Géza · Kovács Iván · Kulcsár Krisztián · 45–39 |                   | 5.       |

Női
| Versenyző                                | Versenyszám       | Selejtező                  | 32-es főtábla               | Nyolcaddöntő                | Negyeddöntő                                                               | Elődöntő                                                                                    | Bronz- mérkőzés                                                                      | Döntő             | Helyezés |
| Versenyző                                | Versenyszám       | Ellenfél Eredmény          | Ellenfél Eredmény           | Ellenfél Eredmény           | Ellenfél Eredmény                                                         | Ellenfél Eredmény                                                                           | Ellenfél Eredmény                                                                    | Ellenfél Eredmény | Helyezés |
| ---------------------------------------- | ----------------- | -------------------------- | --------------------------- | --------------------------- | ------------------------------------------------------------------------- | ------------------------------------------------------------------------------------------- | ------------------------------------------------------------------------------------ | ----------------- | -------- |
| Oksana Yermakova                         | Párbajtőr, egyéni | erőnyerő                   | Eva Fjellerup (DEN) · 15–14 | Szalay Gyöngyi (HUN) · 6–15 | kiesett                                                                   | kiesett                                                                                     | kiesett                                                                              | kiesett           | 15.      |
| Maarika Võsu                             | Párbajtőr, egyéni | erőnyerő                   | Leslie Marx (USA) · 13–15   | kiesett                     | kiesett                                                                   | kiesett                                                                                     | kiesett                                                                              | kiesett           | 18.      |
| Heidi Rohi                               | Párbajtőr, egyéni | Sandra Kenel (SUI) · 15–14 | Katja Nass (GER) · 12–15    | kiesett                     | kiesett                                                                   | kiesett                                                                                     | kiesett                                                                              | kiesett           | 22.      |
| Heidi Rohi Maarika Võsu Oksana Yermakova | Párbajtőr, csapat |                            |                             | erőnyerő                    | Olaszország (ITA) · Elisa Uga · Laura Chiesa · Margherita Zalaffi · 38–45 | Az 5–8. helyért · Egyesült Államok (USA) · Elaine Cheris · Leslie Marx · Nhi Lan Le · 45–38 | Az 5. helyért · Kuba (CUB) · Milagros Palma · Mirayda García · Tamara Esteri · 45–30 |                   | 5.       |